# Iers Open 2010

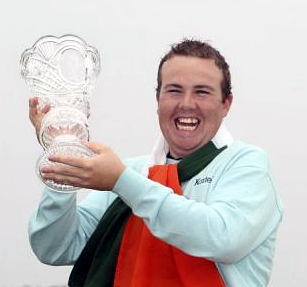
Shane Lowry, winnaar 2009

The 3 Irish Open is sinds 2009 de officiële naam van het Iers Open, een golftoernooi van de Europese PGA Tour in Ierland. In 2010 wordt het gespeeld op de Killarney Golf & Fishing Club van 29 juli - 1 augustus, hetgeen een lang weekend is want 2 augustus is bank holiday. Het prijzengeld is € 3.000.000, titelhouder is Shane Lowry uit midden Ierland. Hij won het toernooi als amateur, en werd direct daarna professional.

## Verslag

#### Pro-Am
De drie Ierse spelers Darren Clarke, Rory McIlroy en Shane Lowry hebben een manier bedacht om voor de Doe een Wens Stichting geld te verzamelen. Zij organiseren via de Tour Players Foundation een veiling waar iedereen kan bieden. Drie toeschouwers zullen de kans krijgen om tijdens de Pro-Am voor een van hen als caddie op te treden, daarbij bijgestaan door de vaste caddie van die speler. De veiling sloot zondagavond 25 juli. Om nog meer aandacht voor de stichting te vragen, zullen zo veel mogelijk mensen vrijdag de kleur paars dragen.
Voor de start van het toernooi kreeg Graeme McDowell de 'European Tour Race to Dubai Golfer of the Month Award' omdat hij in juni twee toernooien won, niet alleen The Celtic Manor Wales Open maar ook als eerste Ier het US Open.

#### Ronde 1
15:30 uur: Van de 150 spelers zijn 55 spelers al binnen met een score onder par, en 93 spelers zijn nog niet binnen. Nicolas Colsaerts heeft -3 gemaakt, Joost Luiten +3. Maarten Lafeber is nog onderweg en Robert-Jan Derksen moet nog starten. Richard Green staat voorlopig aan de leiding met -6 en er staan zes spelers op -2.

17:00 uur: David Howell is aan de leiding gegaan met -7, op de 2de plaats staat Richard Green met -6. Dan volgen er 7 spelers met -5 en 10 spelers met -4. Colsaerts staat nu T20. Er staan 85 spelers op par of beter, Luiten en Lafeber zijn daar niet bij.
21:00 uur: Howell, die vier jaar geleden in de top 10 van de wereldranglijst stond en in de Ryder Cup speelde, speelde vorig jaar niet goed, maar heeft misschien zijn vorm terug. Hij staat nog steeds alleen aan de leiding. Richard Green deelt nu zijn 2de plaats met Damien McGrane.

#### Ronde 2
19:00 uur: Ross Fisher heeft een ronde van 61 (-10) gemaakt, de beste ronde van zijn carrière. Chris Wood steeg 51 plaatsen door 65 te maken, en staat nu op -6. Francesco Molinari is nu tweede op -9, achter hem wordt de derde plaats gedeeld door negen spelers die -7 staan. Colsaerts staat vandaag +1 en moet nog 5 holes spelen.

#### Ronde 3
Colsaerts en Derksen hebben beiden -1 gemaakt en zijn wat plaatsen gestegen. Gonzalo Fernández-Castaño is van de 4de naar de 3de gestegen en leek nu naar de 2de plaats te gaan maar maakte op de laatste hole een dubbel-bogey. Chris Wood maakte vandaag 66 en deelt de 2de plaats met Francesco Molinari.

#### Ronde 4

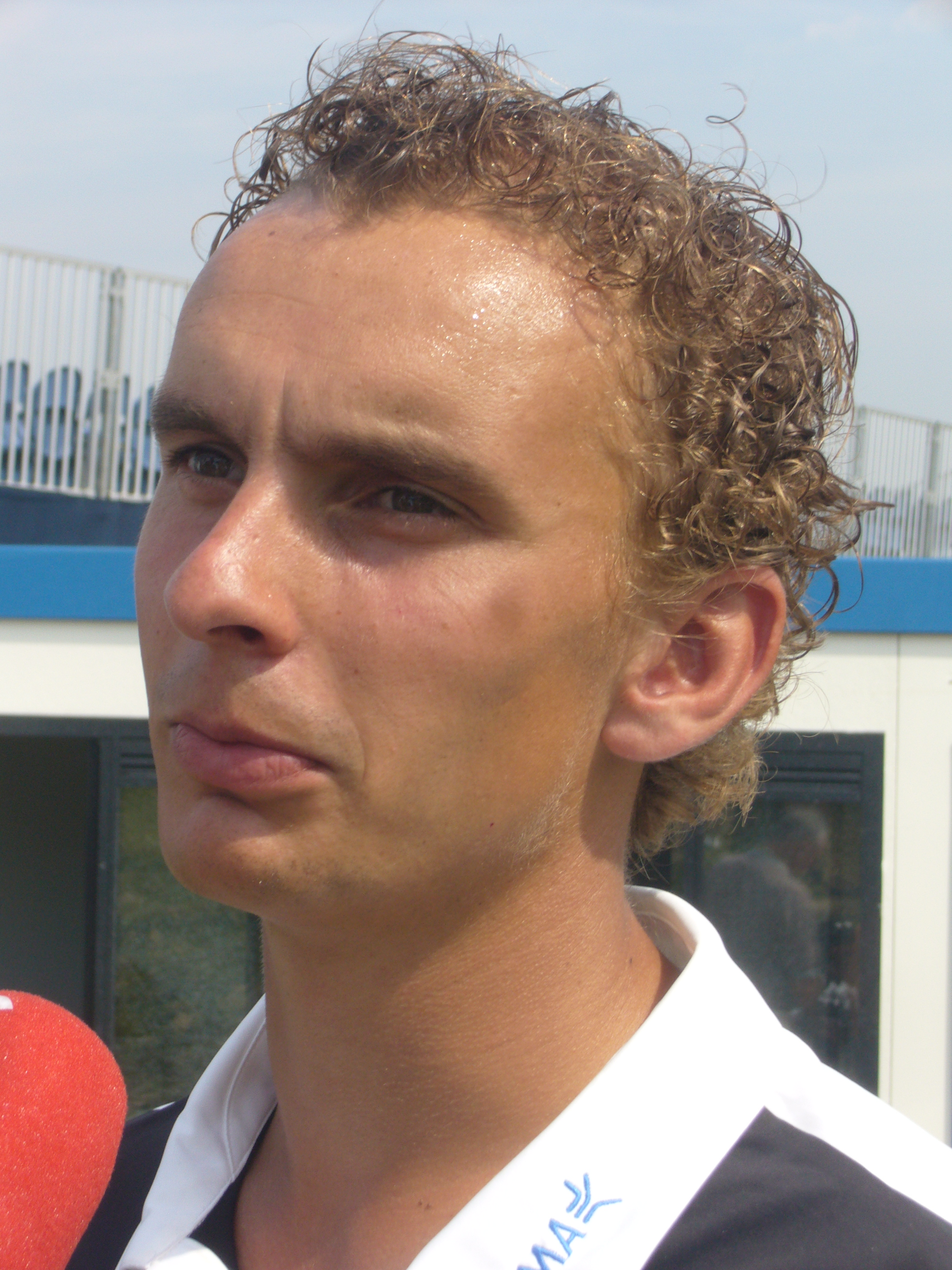
Joost Luiten in de top 10

16:00 uur: Ross Fisher heeft de eerste negen holes in 32 (-3) gespeeld dus die houdt vast aan zijn eerste plaats. Pádraig Harrington maakte zelfs 31 en deelt de 2de plaats nu met Richard Green, Gonzalo Fdez. Castaño en Chris Wood, maar ze moeten allemaal nog zes holes spelen. Derksen maakte -4 en is weer wat plaatsen gestegen. Luiten maakte -5 en eindigt mogelijk in de top 10.

18:00 uur: Ross Fisher heeft verdiend gewonnen, het toernooirecord en geen enkele ronde boven par. Zijn scorekaart tonen 4 bogeys, een dubbel bogey en een eagle, 22 birdies en verder speelde hij alles in par. Luiten is inderdaad op de 9de plaats geëindigd.
- Live leaderboard

| Eindstand | Naam                      | R1 | Score | Nr   | R2 | Score | Totaal | Nr  | R3 | Score | Totaal | Nr  | R4 | Score | Totaal |
| --------- | ------------------------- | -- | ----- | ---- | -- | ----- | ------ | --- | -- | ----- | ------ | --- | -- | ----- | ------ |
| 1         | Ross Fisher               | 69 | -2    | T33  | 61 | -10   | -12    | 1   | 71 | par   | -12    | 1   | 65 | -6    | -18    |
| 2         | Pádraig Harrington        | 68 | -3    | T25  | 67 | -4    | -7     | T3  | 69 | -2    | -9     | T5  | 64 | -7    | -16    |
| T3        | Chris Wood                | 71 | par   | T63  | 65 | -6    | -6     | T9  | 66 | -5    | -11    | T2  | 68 | -3    | -14    |
| T3        | Gonzalo Fernández-Castaño | 66 | -5    | T4   | 69 | -2    | -7     | T3  | 68 | -3    | -10    | 4   | 67 | -4    | -14    |
| T5        | Richard Green             | 65 | -6    | T2   | 70 | -1    | -7     | T3  | 69 | -2    | -9     | T5  | 67 | -4    | -13    |
| T5        | Richard Bland             | 69 | -2    | T33  | 71 | par   | -2     | T51 | 66 | -5    | -7     | T9  | 65 | -6    | -13    |
| 7         | Michael Hoey              | 66 | -5    | T4   | 69 | -2    | -7     | T3  | 71 | par   | -7     | T9  | 67 | -4    | -11    |
| 8         | Francesco Molinari        | 67 | -4    | T12  | 66 | -5    | -9     | 2   | 69 | -2    | -11    | T2  | 72 | +1    | -10    |
| T9        | Joost Luiten              | 74 | +3    | T118 | 65 | -6    | -3     | T26 | 70 | -1    | -4     | T18 | 66 | -5    | -9     |
| T19       | Robert-Jan Derksen        | 71 | par   | T63  | 70 | -1    | -1     | T45 | 70 | -1    | -2     | T27 | 67 | -4    | -6     |
| 20        | Nicolas Colsaerts         | 68 | -3    | T25  | 73 | +2    | -1     | T45 | 70 | -1    | -2     | T27 | 68 | -3    | -5     |
| T35       | Damien McGrane            | 65 | -6    | T2   | 72 | +1    | -5     | T17 | 75 | +4    | -1     | T42 | 70 | -1    | -2     |
| T35       | Rory McIlroy              | 67 | -4    | T12  | 68 | -3    | -7     | T3  | 76 | +5    | -2     | T27 | 71 | par   | -2     |
| T44       | David Howell              | 64 | -7    | 1    | 75 | +4    | -3     | T26 | 73 | +2    | -1     | T42 | 73 | +2    | +1     |
| T53       | Maarten Lafeber           | 70 | -1    | T49  | 71 | par   | -1     | T45 | 72 | +1    | par    | T47 | 73 | +2    | +2     |

## De baan
De golfclub is een van de oudste golfclubs van Ierland. Hij werd in 1893 opgericht en had toen veertig leden die ieder tien shilling per jaar betaalden. Nu heeft de club ongeveer 1700 leden. De eerste voorzitter was de 4de Earl of Kenmare, eigenaar van het land. Hij overleed in 1905, zijn opvolgers waren familieleden. In 1936 werd de huur tot £75 verhoogd, hetgeen aanleiding was om in 1937 te verhuizen naar de huidige locatie.
Er zijn grote meren waar gevist wordt en er zijn drie golfbanen: Mahony's Point, Lackabane en Killeen. Mahony's Point is de baan waar de meeste clubleden spelen. Lackabane is een langere baan en werd in 1999 geopend. Killeen is de baan waar het Open gespeeld wordt.
Toen Nick Faldo in 1991 won stonden slechts drie spelers onder par. Faldo maakte tijdens de vierde ronde een score van 65, hetgeen het baanrecord is gebleven. In 1992 won Faldo weer, ditmaal door Wayne Westner in de play-off te verslaan.
In 2006 onderging de baan een aantal wijzigingen, die de moeilijkheidsgraad hebben verhoogd. Het baanrecord van Faldo telt niet voor de vernieuwde baan.

#### Scorekaart
| Hole   | 1   | 2   | 3   | 4   | 5   | 6   | 7   | 8   | 9   | Out  | 10  | 11  | 12  | 13  | 14  | 15  | 16  | 17  | 18  | In   | Totaal |
| ------ | --- | --- | --- | --- | --- | --- | --- | --- | --- | ---- | --- | --- | --- | --- | --- | --- | --- | --- | --- | ---- | ------ |
| Meters | 345 | 351 | 183 | 382 | 415 | 193 | 469 | 375 | 359 | 3072 | 156 | 444 | 436 | 458 | 356 | 393 | 475 | 356 | 402 | 3476 | 6548   |
| Yards  | 377 | 384 | 200 | 418 | 454 | 211 | 513 | 410 | 393 | 3360 | 171 | 486 | 477 | 501 | 389 | 430 | 519 | 389 | 439 | 3801 | 7161   |
| Par    | 4   | 4   | 3   | 4   | 4   | 3   | 5   | 4   | 4   | 35   | 3   | 4   | 4   | 4   | 4   | 4   | 5   | 4   | 4   | 36   | 71     |

## De spelers
| - Felipe Aguilar - Thomas Aiken - Phillip Archer - Peter Baker - Sion E. Bebb - Richard Bland - Gary Boyd - Markus Brier - Paul Broadhurst - Mark Brown - Andrew Butterfield - Rafael Cabrera Bello - Michael Campbell - Ariel Cañete - Alejandro Cañizares - Clodomiro Carranza - David Carter - Christian Cévaër - Shiv Chowrasia - Darren Clarke - George Coetzee - Robert Coles - Nicolas Colsaerts - Andrew Coltart - Rhys Davies - François Delamontagne - Robert-Jan Derksen - David Dixon - Stephen Dodd - Andrew Dodt - Jamie Donaldson - Nick Dougherty - Bradley Dredge - David Drysdale - Simon Dyson - Rafa Echenique - Johan Edfors - Jamie Elson - Martin Erlandsson | - Niclas Fasth - Gonzalo Fernández-Castaño - Kenneth Ferrie - Richard Finch - Ross Fisher - Alastair Forsyth - Mark Foster - Marcus Fraser - Stephen Gallacher - Chris Gane - Ignacio Garrido - Jean-Baptiste Gonnet - Ricardo González - Tano Goya - Richard Green - Mark F Haastrup - Anton Haig - Anders Hansen - Pádraig Harrington - Grégory Havret - Benjamin Hebert - Peter Hedblom - Oskar Henningsson - Michael Hoey - David Horsey - David Howell - Jeppe Huldahl - Sam Hutsby - Mikko Ilonen - Eirik Tage Johansen - James Kamte - Anthony Kang - Shiv Kapur - Simon Khan - Rick Kulacz - Maarten Lafeber - Barry Lane - José Manuel Lara | - Pablo Larrazábal - Paul Lawrie - Peter Lawrie - Danny Lee - José-Filipe Lima - Sam Little - Gary Lockerbie - Shane Lowry - Jean-François Lucquin - Joost Luiten - Mikael Lundberg - David Lynn - Pablo Martín - Gareth Maybin - Graeme McDowell - Richard McEvoy - Paul McGinley - Ross McGowan - Damien McGrane - Rory McIlroy - Francesco Molinari - James Morrison - Christian Nilsson - Chapchai Nirat - Seung-yul Noh - Peter O'Malley - Fredrik Ohlsson - Hennie Otto - John Parry - Phillip Price - Julien Quesne - Richie Ramsay - Robert Rock - Carlos Rodiles - Justin Rose - Marco Ruiz - Brett Rumford - Marcel Siem - Patrik Sjöland | - Graeme Storm - Scott Strange - Carl Suneson - Andrew Tampion - Simon Thornton - Daniel Vancsik - Anthony Wall - Philip Walton - Paul Waring - Marc Warren - Steve Webster - Peter Whiteford - Martin Wiegele - Chris Wood - Fabrizio Zanotti Sponsors uitnodiging - Oliver Fisher - Anton Haig - Matteo Manassero - Colm Moriarty - Gary Murphy - Philip Walton Nationale Order of Merit - Michael Collins - Gary Cullen - David Higgins - John Kelly - Peter T Martin - Damian Mooney - David E Ryan - Barrie Trainor Amateurs - Cian Curley - Paul Cutler - Alan Dunbar - Pat Murray (1971) |

Zie ook het overzicht van de Europese PGA Tour 2010